# Egedalcentret
Egedal Centret (tidligere Stenløse Center) er et butikscenter i Stenløse uden for København.
Her findes over 70 butikker, blandt andet Kvickly, Netto, Matas, Kop & Kande, Imerco, Louis Nielsen, Profil Optik, Synoptik, Only, Skjold Burne, Stenløse Boghandel, Tøjeksperten og Center Slagteren
Egedalcentret blev indviet 6. november 1969, ligger ved Stenløse Station.
Afstanden til det centrale København er cirka 27 kilometer og til Frederikssund cirka 13 kilometer. 
55°46′6″N 12°11′36″Ø / 55.76833°N 12.19333°Ø